# Hans Nielsen (komponist)
 Der er flere personer med dette navn, se Hans Nielsen.
Hans Nielsen med kunstnernavnet Giovanni Fonteio var en dansk musiker fra 1600-tallets begyndelse, medlem af Christian 4.s kapel. Muligvis stammede han fra Roskilde.

## Liv og gerning
Da Christian IV lod musikalske danske drenge få en uddannelse hos indbudte udenlandske musikere, var Hans Nielsen en af dem, som blev udvalgt. Sammen med Mogens Pedersøn fik også Hans Nielsen undervisning hos Melchior Borchgrevinck, og da Borchgrevinck i 1599 foretog en rejse til Italien, fulgte begge med på denne. Hans Nielsen gjorde sig allerede på denne rejse bemærket som komponist af to madrigal-samlinger.
Hans Nielsens andet besøg i Italien fandt sted 1602-1604.
Ved sin hjemkomst blev han 1604 ansat som instrumentist i kapellet. Af hans kompositioner blev en madrigal optaget i Melchior Borchgrevincks madrigalsamling Giardino novo (København 1605). Hans i Venedig udgivne madrigaler synes at være gået tabt.
Med kongelig understøttelse opholdt han sig 1606-1608 i Wolfenbüttel på lutspillets vegne for at perfektionere sig hos den berømte lutvirtuos Gregorio Hotcett.
Under Kalmarkrigen fik han orlov og gav sig til at studere ved universitetet i Heidelberg. Han træffes atter i det danske kapel som vicekapelmester, hvor han havde afløst Mogens Pedersøn, men virkede dog kun et kortere tidsrum (1623-1624), hvorefter han forsvinder af kongens tjeneste. Hans senere skæbne er ukendt.